# Scaphiophryne calcarata
Espèce
Synonymes
- Calophrynus calcaratus Mocquard, 1895
- Pseudohemisus longimanus Angel, 1930
- Pseudohemisus longimanus var. melanopleura Angel, 1934
- Pseudohemisus granulosus Guibé, 1952

Statut de conservation UICN

 LC  : Préoccupation mineure
Scaphiophryne calcarata est une espèce d'amphibiens de la famille des Microhylidae.

## Répartition
Cette espèce est endémique de Madagascar. Elle se rencontre jusqu'à une altitude maximale de 700 m dans l'Ouest et le Sud de l'île,. 

## Description
Scaphiophryne calcarata mesure de 20 à 27 mm pour les mâles et de 28 à 33 mm pour les femelles. Son dos est brun clair avec des taches brunes sur les flancs. Son ventre est blanchâtre avec, parfois, des taches sombres. La peau de son dos varie du lisse au légèrement granité. Les mâles présentent un seul sac vocal.
Les têtards mesurent jusqu'à 20 mm et les jeunes de 5,5 à 7,5 mm. La coloration de ces derniers varie du beige au vert.

## Publication originale
- Mocquard, 1895 : Sur les reptiles recueillis à Madagascar de 1867 à 1895 par M. Grandidier. Bulletin de la Société philomathique de Paris, sér. 8, vol. 7, p. 93-111 (texte intégral).